# Miaukatuz Kirol Kluba
Miaukatuz Kirol Kluba es un club de voleibol constituido en 2014 para la integración social, la diversidad de orientación sexual, pluralidad de género y la tolerancia. Organiza un torneo internacional de voleibol inclusivo para visibilizar a la comunidad LGTB y la mujer en el deporte.
Miaukatuz Kirol Kluba apuesta por un voleibol inclusivo trabajando siempre desde el deporte mixto.

## Historia
El club de voleibol Miaukatuz Kirol Kluba surge en Vitoria en 2014 y se constituye oficialmente en 2016. Su finalidad es promover la integración social, la diversidad de orientaciones sexuales, la pluralidad de géneros, la tolerancia y para reivindicar los derechos de la comunidad LGTBI+ en el deporte.
El club organiza desde 2017 el torneo Sagardovolley, un torneo internacional inclusivo a favor de los derechos de la comunidad LGTBI+.

## Torneos
- 2017 Primer Torneo SagardoVolley.
- 2018 Segundo Torneo SagardoVolley.
- 2019 Tercer Torneo Sagardovolley.
- 2020. Cuarto Torneo Sagardovolley. (Suspendido)
- 2021. Cuarto Torneo Sagardovolley.
- 2022. Quinto Torneo Sagardovolley
- 2023. Sexto Torneo Sagardovolley.
- 2024. Séptimo Torneo Sagardovolley.